# PGC 4174606
LEDA/PGC 4174606 ist eine spiralförmige Zwerggalaxie vom Hubble-Typ Sc im Sternbild Krebs am Nordsternhimmel. Sie ist schätzungsweise 93 Mio. Lichtjahre von der Milchstraße entfernt. Wahrscheinlich bildet sie gemeinsam mit NGC 2648 und PGC 24469 ein gravitativ gebundenes Galaxientrio.